# The Cookies
The Cookies var en amerikansk R&B-flickgrupp under 1950- och 60-talen. Medlemmarna av den ursprungliga uppsättningen skulle senare bli The Raelettes, som backade upp Ray Charles. 

## Medlemmar
- Dorothy Jones - (1954–1958, 1961–1967)
- "Ethel" Darlene McCrea - (1954–1956, 1964–1967)
- Beulah Robertson - (1954–1956)
- Margie Hendricks - (1956–1958)
- Earl-Jean McCrea - (1961–1964)
- Margaret Ross - (1961–1967)

## Diskografi
Singlar
- Down By The River / My Lover (1956)
- In Paradise / Passing Time (1960)
- Chains / Stranger in my Arms (1963)
- Don't Say Nothin' Bad (About My Baby) / Softly in the Night (1963)
- Will Power / I Want a Boy for my Birthday (1963)
- Girls Grow Up Faster Than Boys / Only To Other People (1963)
- I Never Dreamed / The Old Crowd (1964)

Samlingsalbum
- Don't Say Nothin' Bad About The Cookies (1991)
- The Complete Cookies (1994)
- Chains - The Dimension Links 1962-1964 (2009)